# Christian Blank
Christian Aloys Hubert Blank (* 13. Mai 1879 in Köln; † 21. September 1967 in Bonn) war ein preußischer Beamter und deutscher Politiker zunächst der Zentrumspartei und später der CDU.

## Leben
Der am 13. Mai 1879 in Köln-Merheim als Sohn des Landwirtes Hilger Blank geborene Blank nahm nach dem Abitur das Studium der Geodäsie und Kulturtechnik an der Universität Bonn auf. Nach dem Examen schloss sich das Studium des Baufaches an den Technischen Hochschulen in Hannover und Aachen an. Von 1903 bis 1922 war er im Bau und Betriebswesen der Reichsbahndirektion Hannover tätig. Im Jahre 1922 erfolgte seine Berufung in die preußische innere Verwaltung, im Folgejahr wurde ihm die Stellung eines Generalreferenten für das Tarif- und Verkehrswesen im preußischen Handelsministerium übertragen, wo er ab 1924 als Oberregierungsrat tätig war.
Zum Ministerialrat wurde er 1927 befördert. Politisch war Blank Mitglied der Zentrumspartei, die er im Wahlkreis Hannover-Hildesheim von 1919 bis 1932 leitete. Er war zwischen 1919 und 1921 Mitglied der verfassungsgebenden preußischen Landesversammlung und danach bis 1929 Mitglied des Preußischen Landtages. 1933 aus politischen Gründen entlassen, wurde Blank 1934 Verwaltungsrechtsrat und vereidigter Sachverständiger für Eisenbahn-, Schifffahrts- und Verkehrswesen.
Nach Ende des Zweiten Weltkrieges gehörte Blank zu den Mitbegründern der CDU in der Provinz Hannover und wurde Mitglied des Ernannten Hannoverschen Landtags vom 23. August 1946 bis 29. Oktober 1946. Als Mitglied des ernannten Niedersächsischen Landtages war Blank vom 9. Dezember 1946 bis 28. März 1947. Hier wurde er Vorsitzender des Verkehrsausschusses. Von 1946 bis 1947 wurde er als Vertreter des Landes Niedersachsen in den Verwaltungsrat für Post- und Fernmeldewesen des amerikanischen und britischen Besatzungsgebietes in Frankfurt am Main delegiert (Postgeschichte und Briefmarken Deutschlands unter alliierter Besetzung). Als dessen Vorsitzender und später als Leiter der Hauptverwaltung für Post- und Fernmeldewesen des amerikanischen und britischen Besatzungsgebietes mit dem Titel „Chefpräsident“ hat er den Zusammenschluss der Postverwaltungen der amerikanischen und britischen Zone (Bizone) durchgeführt.
In der ersten Wahlperiode war er Mitglied des Niedersächsischen Landtages vom 20. April 1947 bis 30. April 1951. Seit dem 28. März 1951 gehörte er der DP/CDU-Fraktion im Landtag an.
Schon zu Beginn seines Studiums trat Blank der katholischen Studentenverbindung KDStV Ascania Bonn im CV bei. In Hann. Münden gründete er 1927 die Forstakademische Verbindung Rheno-Guestfalia im CV und MC, welche heute in Göttingen fortbesteht.

## Ehrungen
- 1952: Verdienstkreuz (Steckkreuz) der Bundesrepublik Deutschland
- 1959: Großes Verdienstkreuz der Bundesrepublik Deutschland
- Ehrenbürger (1927) und Ehrensenator (1949) der Technischen Hochschule Hannover